# La Nuit de Mougins
La Nuit de Mougins est un roman de Roger Vrigny publié le 8 mai 1963 aux éditions Gallimard et ayant reçu la même année le prix Femina.

## Éditions
- Éditions Gallimard, 1963,  (ISBN 2070265935).
- Éditions Gallimard, coll. « Folio » no 558, 1974,  (ISBN 2070365581).